# Neggio
Neggio (in dialetto ticinese Negg) è un comune svizzero di 331 abitanti del Canton Ticino, nel distretto di Lugano.

## Geografia fisica
Neggio è situato nel Malcantone, sulla riva sinistra del torrente Magliasina.

## Monumenti e luoghi d'interesse
- Chiesa parrocchiale di Santa Maria Annunciata, ricostruita nel 1620 con affreschi del XIV secolo[1].

## Società

### Evoluzione demografica
L'evoluzione demografica è riportata nella seguente tabella:
Abitanti censiti

## Amministrazione
Ogni famiglia originaria del luogo fa parte del cosiddetto comune patriziale e ha la responsabilità della manutenzione di ogni bene ricadente all'interno dei confini del comune. L'ufficio patriziale, rieletto il 26 aprile 2009, è presieduto da Enrico Notari.